# Jindřich II. z Lipé
Jindřich II. z Lipé, zvaný též Jindřich Železný († 1336) byl český šlechtic, syn Jindřicha z Lipé, nejvýraznější politické osobnosti z prvních let vlády Jana Lucemburského. Poté, co se jeho otec jako moravský hejtman usadil v Brně, mu král několikrát svěřil správu země po dobu své nepřítomnosti. Po otcově smrti převzal i úřad nejvyššího maršálka, který se pak stal v rodě pánů z Lipé dědičným. 
Jindřich byl nejstarším ze sedmi dětí Jindřicha z Lipé a Scholastiky, pravděpodobně pocházející z rodu pánů z Kamence.  Měl mladší bratry Jana, Pertolda a Čeňka, kteří stejně jako on později zastávali významné zemské úřady. V roce 1321 se Jindřich oženil s Anežkou z Blankenheimu, vzdálenou příbuznou krále Jana Lucemburského. (Jako Anežčino věno mu král zastavil Tovačov, zástavu později přenesl na moravskotřebovské panství). Z jejich dětí je znám nejstarší syn jménem Jindřich.
V letech 1322-1326 a 1329-1331 byl králem opakovaně ustanoven českým zemským hejtmanem. Krále také několikrát doprovázel při jeho cestách po Evropě, byl členem královských poselství nebo patřil ke šlechtickým ručitelům při panovnických dohodách. V roce 1329 se zúčastnil tažení na Litvu a v roce 1333 patřil k delegaci českých šlechticů, která pozvala do Čech budoucího Karla IV. Od roku 1329 až do své smrti zastával úřad nejvyššího maršálka. 
V roce 1332 velel Jindřich Železný vojskům  soustředěným na obranu Moravy proti rakouským a uherským útokům. Když české oddíly vyrazily plenit do Rakouska, byly přepadeny početnějším vojskem vedeným Albrechtem z Halsu, utrpěly poblíž Mailbergu těžkou porážku a Jindřich i jeho bratr Jan upadli do zajetí. Byli pak propuštěni za nemalé výkupné.  Při další válečné akci v roce 1336 byl Jindřich úspěšnější, podařilo se mu město Mailberg dobýt a naopak zajmout 33 rakouských šlechticů.